# Вулиця Богдана Хмельницького (Івано-Франківськ)
Вулиця Богдана Хмельницького — вулиця в Івано-Франківську, що сполучає вулицю Сагайдачного з вулицею Івасюка.

## Історія
Вулиця утворилася на початку ХХ століття, а саме у 1910 р., як дорога до однойменної цегельні, що тоді лише будувався. Далі був розрив вулиці до вул. Новосвітської (нині — частина вул. Хмельницького), а далі від місця, що поблизу перехрестя із вулицею Симиренка до її завершення на об'їзній дорозі.
Під час німецької окупації проклали ділянку вулиці, а також об'єднали дві частини в одну, але повне їх об'єднання завершили наприкінці 1940-х рр., вже за радянських часів. Свої старі назви обидві вулиці зберігали до 1954 р., тоді об'єднану вулицю назвали на честь Богдана Хмельницького, а приурочене перейменування було до 300-ї річниці «возз'єднання» України з Росією.

## Забудова
№ 59а. За цією адресою знаходиться офіс Державного міського підприємства «Івано-Франківськтеплокомуненерго».

## Галерея
- Завершення вулиці Хмельницького на Панорами «Яндекс. Карти» [Архівовано 13 березня 2016 у Wayback Machine.]